# Geraldo de Gales
Geraldo de Gales (em latim: Giraldus Cambrensis), Geraldo de Câmbria ou Geraldo de Barri (nome verdadeiro) (Castelo de Manorbier, 1146 – 1223) foi um eclesiástico e historiador do País de Gales.

## Obras
- Topographia Hibernica ("Topografia da Irlanda", 1188)
- Expugnatio Hibernica ("Conquista da Irlanda")
- Itinerarium Cambriae ("viagens em Wales", 1191)
- Descriptio Cambriae ("Descrição de Wales", 1194)
- De instructione principis ("Educação de um principe")
- De rebus a se gestis ("Autobiografia")
- De iure et statu Menevensis ecclesiae ("Direitos e privilégios da igreja de St David's")
- Gemma ecclesiastica ("Jóia da igreja")
- Speculum ecclesiae ("Espelho da igreja")
- Symbolum electorum
- Invectiones
- Retractationes
- Speculum duorum
- Vida de São Hugo de Lincoln
- Vida de São Godofredo, Arcebispo de Iorque
- Vida de São Etelberto
- Vida de São Remígio
- Vida de São Davi